# C/2022 E3 (ZTF)
C/2022 E3 (ZTF) es un cometa de período largo de la nube de Oort, descubierto por el proyecto Zwicky Transient Facility el 2 de marzo de 2022. Tiene un brillo verde brillante alrededor de su núcleo por el efecto de la luz del Sol sobre el carbono diatómico, y el cianógeno. Se estimó que su núcleo tenía un tamaño de 1 km aproximadamente y giraba cada 8.7 horas. Sus colas de polvo y gas se extendieron por millones de kilómetros, y durante enero de 2023, fue visible una tercera anticola.
Alcanzó su perihelio el 12 de enero de 2023, a una distancia de 1.11 UA (166 millones de km) y su aproximación más cercana a la Tierra fue el 1 de febrero de 2023, a una distancia de 0.28 UA (42 millones de km). Alcanzó una magnitud de 5 y fue visible a simple vista en cielos oscuros con la Luna en fase de interlunio.

## Nombre
El cometa recibe el nombre C/2022 E3 (ZTF), donde el prefijo «C/» indica una órbita no periódica, «2022» es el año de su descubrimiento, «E» es el medio mes de su descubrimiento (primera quincena de marzo), «3» por ser el tercer objeto descubierto en ese período y «ZTF» por haber sido descubierto mediante el proyecto de búsqueda Zwicky Transient Facility (ZFT).

## Historia observacional

### Descubrimiento
Fue descubierto por los astrónomos Bryce Bolin y Frank Masci mediante el proyecto de búsqueda Zwicky Transient Facility, que utiliza la cámara de Schmidt de 1.2-m f/2.4 del Observatorio Palomar de San Diego, California, el 2 de marzo de 2022. Tras su descubrimiento, el cometa tenía una magnitud aparente de 17.3, y estaba a 4.3 UA (640 millones de km) del Sol.
El objeto fue identificado inicialmente como un asteroide, pero observaciones posteriores revelaron que tenía una coma muy condensada, indicando que se trataba de un cometa. H. Sato informó que su coma era de 8 segundos de arco de ancho en fotografías sobrepuestas que obtuvo del Observatorio Remoto de Mayhill, en Nuevo México, mientras que K, Yoshimoto reportó que su coma era de 15 segundos de arco de ancho y el cometa tenía una cola pequeña de 25 segundos de arco de largo.
El cometa fue detectado posteriormente en imágenes tomadas por el telescopio Pan-STARRS 1 en el Observatorio de Haleakala, Hawái, el 10 de julio de 2021, cuando tenía una magnitud aparente de 23. El cometa también había sido fotografiado sin ser notado por el ZTF en octubre y noviembre de 2021.

### Aproximación al perihelio
Para inicios de noviembre de 2022, el cometa se había iluminado a magnitud 10 y parecía desplazarse lentamente en las constelaciones de Corona Borealis y Serpens mientras se movía paralelamente a la Tierra. Mostró una coma verde, una cola de polvo amarillento y una débil cola de iones. El cometa comenzó a volverse visible en el cielo por las mañanas a finales de noviembre. Para el 19 de diciembre, había desarrollado una coma verdosa, una cola de polvo ancha y corta, y una cola de iones larga y tenue que se extendía a lo largo de un campo de visión de 2.5 grados de ancho. Después, comenzó a moverse hacia el norte, pasando por las constelaciones de Bootes, Draco y Osa Menor, pasando a unos 10 grados de Polaris a finales de enero.
El cometa alcanzó su perihelio (aproximación más cercana al Sol) el 12 de enero de 2023, a una distancia de 1.11 UA (166 millones de km). Las primeras observaciones a simple vista ocurrieron a partir de los días 16 y 17 de enero, teniendo el cometa una magnitud estimada de 5.4 y 6.0 respectivamente. El 17 de enero, fuertes vientos solares de una eyección de masa coronal causaron un evento de desconexión en la cola de iones del cometa, haciéndola parecer rota. El 22 de enero se hizo visible una anticola. La cola pareció estar apuntando hacia el Sol y opuesta a las colas de iones y polvo; esto parece ser causado por partículas que se encuentran en un disco de plano orbital del cometa, y cuando la Tierra se alinea con ese plano, se ve como una cola invertida. El observatorio espacial de rayos X XMM-Newton observó el cometa el 23 de enero, pero solo fue detectado débilmente.
Su aproximación más cercana a la Tierra fue el 1 de febrero de 2023, a una distancia de 0.28 UA (42 millones de km). El 31 de enero, el cometa tenía una magnitud aparente de aproximadamente 5; se informó que su coma medía unos 20 segundos de arco de ancho. Durante su aproximación más cercana a la Tierra, estuvo cerca del polo norte celeste, y se ubicó en la constelación de Camelopardalis. Al encontrarse la Luna en cuarto creciente, su brillo dificultó la observación del cometa sin ayuda óptica. El 5 de febrero, con Luna llena, el cometa pasó a 1.5 grados de la estrella Capella. El 6 de febrero, el cometa pasó visualmente cerca del cometa C/2022 U2 (ATLAS). Entre los días 10 y 11 de febrero, pasó a 1.5 grados de Marte, y del 13 al 15 de febrero pasó frente al cúmulo abierto de las Híades.

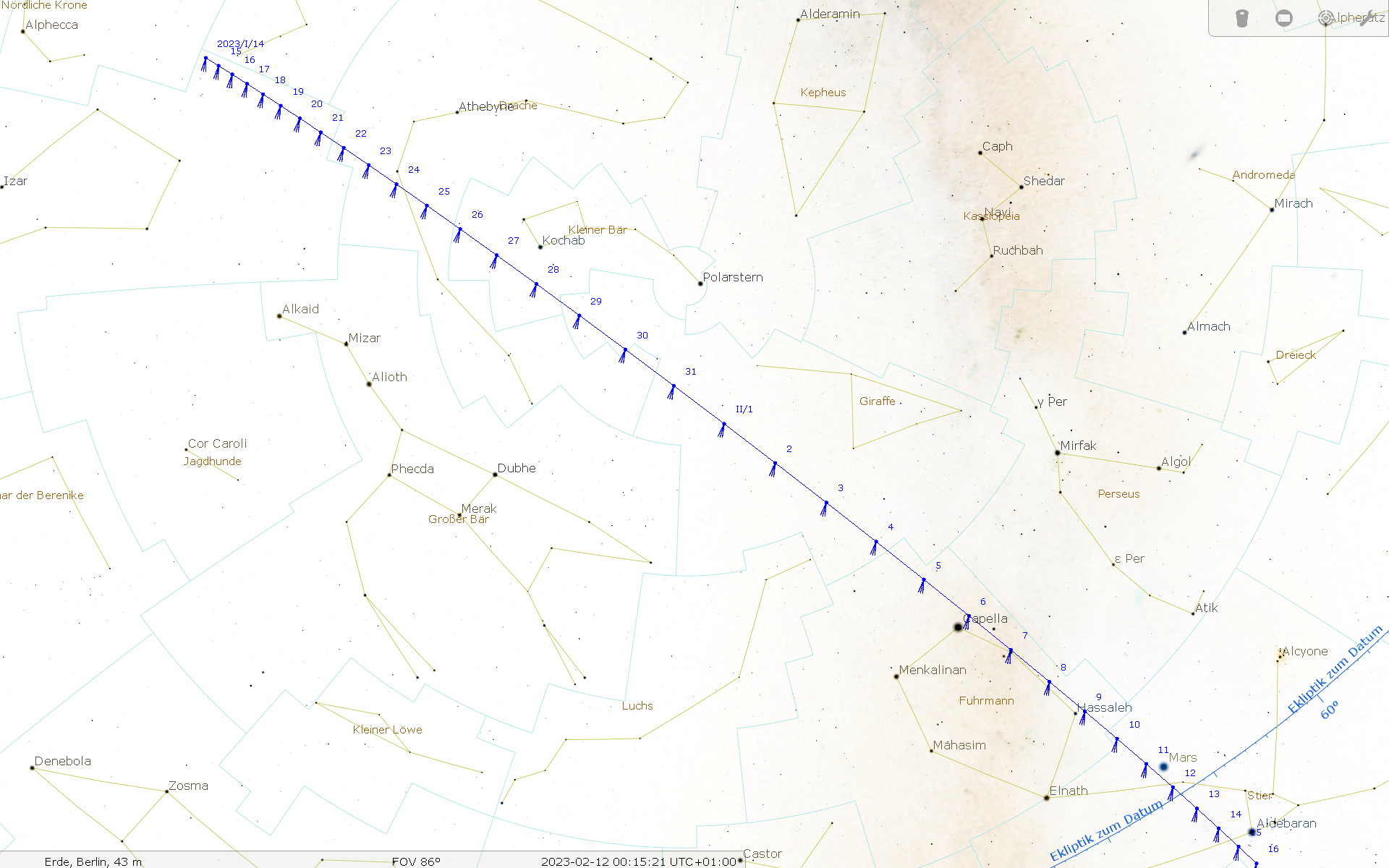
Posiciones del cometa C/2022 E3 (ZTF) en el cielo estrellado entre el 14 de enero y el 16 de febrero de 2023

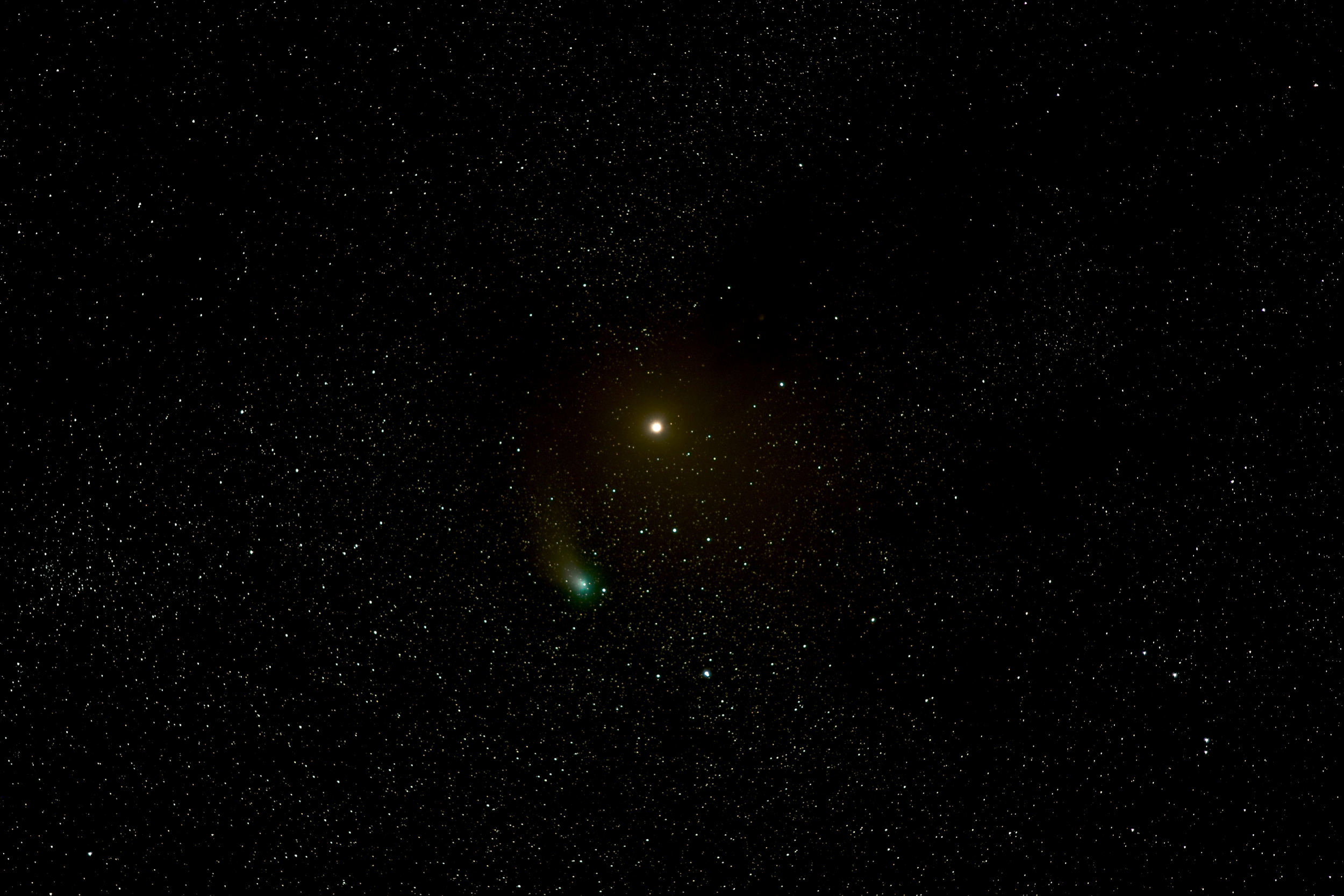
Sáb. 11 de febrero de 2023 (Suiza central): Cometa C/2022 E3 (ZTF) debajo de Marte @ 200 mm, con muchas Nebulosas oscuras

| Fecha y hora máxima de aproximación | Distancia de la Tierra (UA)      | Distancia del Sol (UA)          | Velocidad respecto a la Tierra (km/s) | Velocidad respecto al Sol (km/s) | Región de incertidumbre (3-sigma) |
| ----------------------------------- | -------------------------------- | ------------------------------- | ------------------------------------- | -------------------------------- | --------------------------------- |
| 1 de febrero de 2023 17:54          | 0,2839 UA (42.47 millones de km) | 1.159 UA (173.4 millones de km) | 57.4                                  | 39.1                             | ± 1200 kilómetros                 |

## Color
Su inusual color verde probablemente se deba a la presencia de carbono diatómico (C2), principalmente alrededor de la cabeza del cometa. Cuando se agitan las moléculas de C2 por la radiación ultravioleta del Sol, estas emiten principalmente en infrarrojo, pero su estado triplete irradia a 518 nm (verdoso). Se produce por fotólisis de materiales orgánicos evaporados del núcleo. Luego sufre una fotodisociación con un período de vida de dos días, momento en que aparece el brillo verde en la cabeza del cometa, no así en su cola.
En el espectro del cometa, en el rango de longitud de onda entre 5000 y 7000 Å, se detectan muchas líneas de emisión de NH2, C2 y [OI]. Se observaron colores similares en las observaciones del cometa C/2021 A1 (Leonard).

## Órbita
Para enero de 2023, el cometa se encontraba cerca del Sol. Desde su primera observación, pudieron ser determinados elementos de una órbita hiperbólica temporal a partir de datos de observación durante un período de año y medio. Los parámetros orbitales se determinarán con mayor precisión una vez que haya pasado el Sol. Por lo tanto, solo se pueden hacer estimaciones aproximadas sobre el curso anterior y futuro de la órbita del cometa, ya que el curso futuro en particular, puede cambiar significativamente por fuerzas no gravitacionales en las proximidades del Sol.
La órbita del cometa está inclinada unos 109° con respecto a la eclíptica, por lo que discurre en un ángulo pronunciado con respecto a los planos orbitales de los planetas, y recorre su órbita en dirección opuesta (retrógrada) con respecto a ellos. El cometa pasará por el punto más cercano al Sol (perihelio) el 12 de enero de 2023, cuando esté a 1.11 UA del Sol, y todavía esté ligeramente fuera del rango de la órbita de la Tierra.
Según los elementos orbitales conocidos a diciembre de 2022, la órbita del cometa era elíptica mucho antes de que se acercara al sistema solar interior con una excentricidad aproximada de 0,99920, y un semieje mayor aproximado de 1400 UA, su período orbital era de 52 000 años aproximadamente. Debido a la atracción gravitacional de los planetas, en particular debido a los pasajes relativamente cercanos de Saturno y Júpiter, su excentricidad orbital aumentará en alrededor de 0,00080 (ignorando las fuerzas no gravitatorias), y luego estará muy cerca de 1. Si el cometa estará aún en órbita cerrada o saldrá del sistema solar en una órbita hiperbólica, no se puede decir debido a la incertidumbre actual de los datos.

## Trayectoria de salida
Antes de su paso por el perihelio, el sistema JPL Horizons mostró que la órbita de salida baricéntrica está unida al sistema Sol+Júpiter en una época del año 2050, pero con una distancia máxima poco realista más allá de la nube de Oort (270 000 UA - 4.3 al).Después del perihelio, la solución de salida de su órbita está débilmente unida al Sol. El uso de una órbita heliocéntrica en la época de 2495 con solo la masa del Sol, muestra que el cometa no está unido al sistema solar. El cometa abandonará el sistema solar por completo, o regresará en muchos millones de años dependiendo de las perturbaciones causadas por la desgasificación (fuerzas no gravitacionales) u otras perturbaciones mientras se encuentre en la nube de Oort por la marea galáctica, y por otras estrellas.